# Mailchimp
Mailchimp je online služba, která uživatelům umožňuje jednak odesílat newslettery, jednak je také navrhnout. Dále poskytuje například možnost sdílení na sociálních sítích a sledování dosahované úspěšnosti. V základní verzi je Mailchimp bezplatný online nástroj, jehož primární funkcí je hromadné rozesílání e-mailů.
Na českém trhu se jako alternativy k platformě Mailchimp profilují služby jako Ecomail.cz a Smartemailing. Tyto nástroje nabízejí lokální podporu a přizpůsobení legislativním požadavkům v České republice.